# Ireneusz Jeleń
Ireneusz Jeleń (* 9. dubna 1981, Těšín) je bývalý polský fotbalista a reprezentant. Nastupoval jako pravonohý útočník.
Působil v několika fotbalových klubech v Polsku a ve Francii.

## Reprezentační kariéra
V letech 2002–2003 byl členem polské fotbalové reprezentace do 21 let.
V polském národním A-mužstvu debutoval 11. 12. 2003 v přátelském zápase v Attardu proti týmu Malty (výhra 4:0).
Celkem odehrál v letech 2003–2012 v polské fotbalové reprezentaci 29 zápasů a vstřelil 5 gólů.
Zúčastnil se Mistrovství světa ve fotbale 2006 v Německu.